# Georgi Stranski

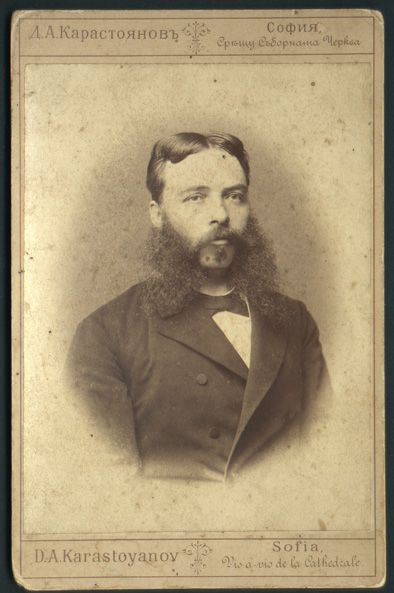
Georgi Stranski

Georgi Ivanov Stranski (Георги Иванов Странски), född 13 augusti 1848 i Kalofer, död 17 januari 1904 i Sofia, var en bulgarisk politiker.
Stranski studerade medicin i Bukarest och deltog som läkare i rysk-turkiska kriget 1877–78, varefter han slog sig ned i Plovdiv och 1880–82 tjänstgjorde som finansdirektör. Efter Östrumeliens förening med Bulgarien blev han president i provisoriska regeringen och var 1887–90 utrikesminister i ministären Stefan Stambolov, vars politiska åsikter han företrädde i "Svobodno slovo". Efter 1898 drog han sig från det politiska livet.